# Ctenophthalmus debrauwerei
Ctenophthalmus debrauwerei är en loppart som beskrevs av Berteaux 1949. Ctenophthalmus debrauwerei ingår i släktet Ctenophthalmus och familjen mullvadsloppor. Inga underarter finns listade i Catalogue of Life.